# Cicer pungens
Cicer pungens är en ärtväxtart som beskrevs av Pierre Edmond Boissier. Cicer pungens ingår i släktet kikärter, och familjen ärtväxter. Inga underarter finns listade i Catalogue of Life.